# Сваевдавливающая установка
Сваевда́вливающая устано́вка (англ. press-in pile driver; hydraulic static pile driver или silent piler в дословном переводе "бесшумное вдавливание") — машина для погружения свай в грунт методом передачи статического усилия.

## Устройство
СВУ может быть как специализированной машиной, так и построенной на базе подъёмных кранов, кран-экскаваторов и одноковшовых экскаваторов на гусеничном ходу аналогично сваебойным установкам.
СВУ содержит в своей конструкции сваевдавливающий механизм с гидравлическим или канатным приводом и узлом зажима сваи, установленный на грузовую раму. В зависимости от конструкции, установка может быть оснащена шагающим или гусеничным ходовым устройством. В зависимости от базовой машины привод установки может быть многомоторным электрическим, дизель-электрическим или дизельным с гидравлической или групповой механической трансмиссией.
СВУ анкеруется металлическими грузами (противовесами). Машина оснащена крановой установкой для подачи свай и выполнения вспомогательных операций. Мобильность и наличие крановой установки делает СВУ самодостаточной единицей оборудования.

## Область применения
Наиболее эффективной областью применения СВУ является строительство обширных свайных полей.
Данная технология является незаменимой в условиях плотной и точечной застройки, в исторических центрах городов, вблизи ветхих и аварийных сооружений, в оползневых зонах и в других местах, где запрещено погружать сваи ударным методом и вибропогружением из-за недопустимости динамических, вибрационных и шумовых воздействий.
СВУ работают по всем типам грунта без забуривания, кроме скального грунта.
Для работы на мерзлых грунтах требуется забуривание верхнего слоя или его продавливание стальной сваей.
Песчаные и глинистые грунты в своем большинстве являются идеальной основой для работы машин.
Выпускается широкая гамма СВУ от небольших установок с усилием вдавливания 80 тонн до гигантских машин с усилием до 1200 тонн.
В России нашли применение установки с усилием вдавливания от 200 до 428 тонн.

## Преимущества
По сравнению с другими методами строительства свайных фундаментов, такими как ударный метод, вибрационный или набивная свая, этот метод имеет следующие преимущества:
- Низкий уровень шума. Отсутствие ударов, вибраций и вредного воздействия на окружающую среду.
- Высокая манёвренность. Несмотря на свои размеры и массу, установка способна близко подходить к углам и стенам зданий, а также разворачиваться на месте.
- Высокая точность погружения свай. Процесс вдавливания подобен процессу испытания свай статическим методом. Это позволяет оценивать несущую способность сваи уже на этапе её погружения.
- Из-за отсутствия ударных воздействий не происходит разрушение оголовков свай. Общая длина составных свай не ограничена их ударной вязкостью, а общая глубина погружения свай может достигать 40 метров и более.
- Высокая производительность. СВУ может обработать сотни метров свай в течение рабочей смены.
- Способность погружать сваи ниже уровня грунта. Это позволяет погружать сваи без устройства котлована.
- Высокая экономическая эффективность при строительстве крупных объектов.

## Уровень шума
Уровень звукового воздействия СВУ близок к уровню фонового шума,  и не превышает строительные и санитарные нормы.
Для сравнения уровни звука на расстоянии 10 (50) метров:
- СВУ — 30-40 дБа (уровень фона)
- Гидравлический молот — 90-130 дБа (65-85 дБа)
- Дизель-молот — 110—130 дБа (65-90 дБа)

## Недостатки
Сваевдавливающая установка имеет значительный вес по сравнению с другими видами техники для строительства свайных фундаментов. Большинство СВУ невозможно в собранном виде перевезти с одного строительного объекта на другой. Она требует разборки и последующей сборки на новой строительной площадке. Это снижает её экономическую эффективность при строительстве малых объектов. В настоящее время разработаны компактные установки (для работ при малоэтажном строительстве) с усилием вдавливания 100 тонн, которые не требуют демонтажа и перевозятся на полуприцепах.